# Fountain Inn
Fountain Inn est une ville située dans les comtés de Greenville et de Laurens, dans l’État de Caroline du Sud, aux États-Unis. Lors du recensement de 2020, elle comptait 10 416 habitants.